# یاکاکند

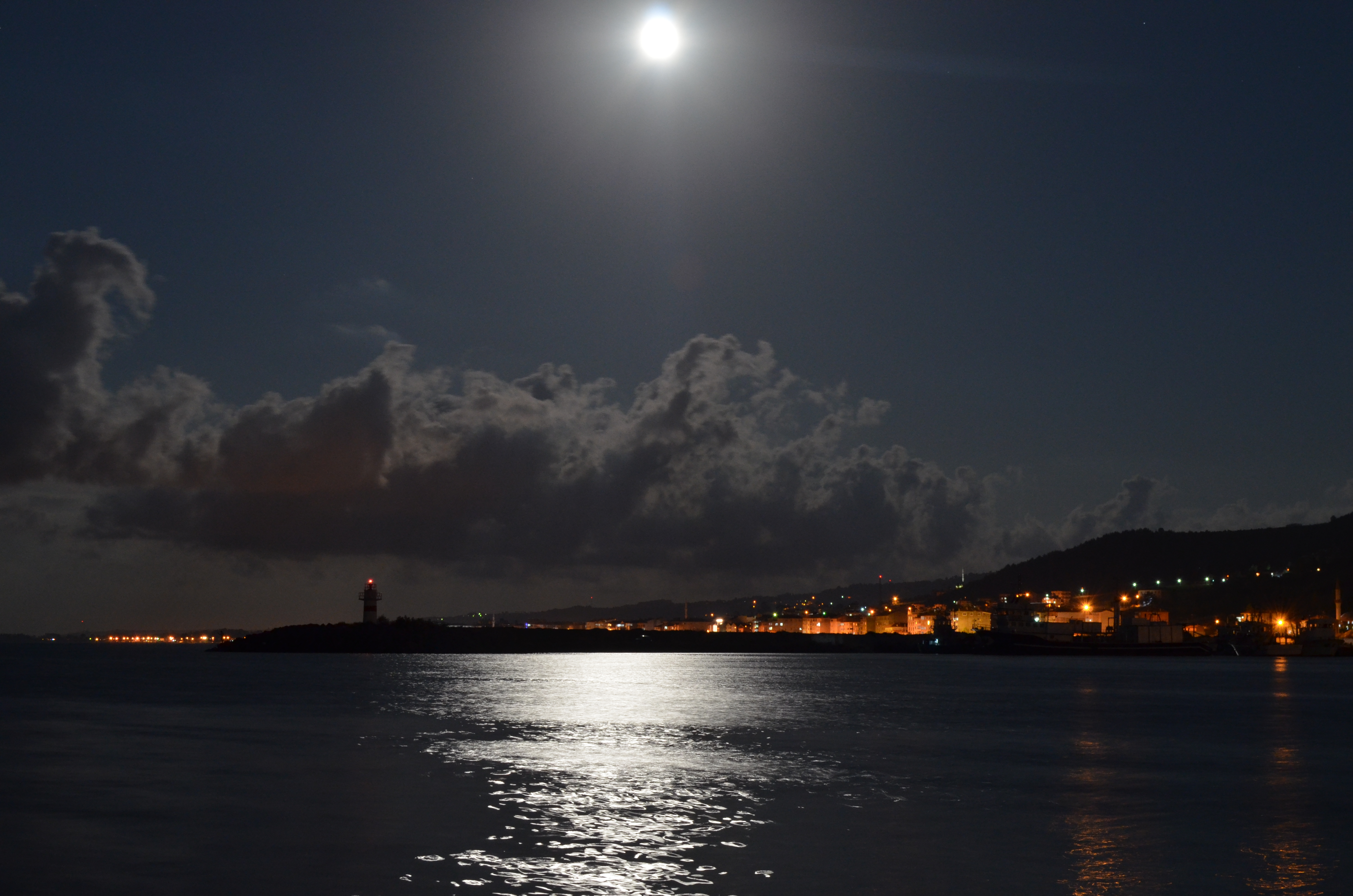
نمایی از یاکاکند در شب

یاکاکند (به ترکی استانبولی: Yakakent) یک منطقهٔ مسکونی در ترکیه است که در استان سامسون واقع شده‌است.